# 薄諸光
薄 諸光（すすき もろみつ）は、戦国時代から安土桃山時代の公家。初名は以継。権大納言・山科言継の次男。参議・薄以緒の養子。官位は正五位下・左兵衛権佐。堂上家・薄家の最後の当主。

## 経歴
権大納言・山科言継の次男で幼名は鶴松丸（つるまつまる）。当初は勘解由小路在富などから養子の話があったが立ち消えとなり、弘治3年（1557年）頃に参議・薄以緒の養子となり、橘氏唯一の堂上家であった薄家を継ぐ。
弘治3年（1557年）従五位下に叙爵する。翌弘治4年（1558年）元服し、昇殿を許され、美乃守次いで左兵衛佐に任官し、永禄4年（1561年）従五位上に叙せられた。
永禄6年（1563年）位記を止められ、改めて六位蔵人に補せられて左近衛将監・式部大丞を兼ねる。その後、10年以上に亘って六位蔵人を務め、この間の天正6年（1578年）には以継から諸光に改名している。
天正8年（1580年）従五位下に叙爵し、天正9年（1581年）従五位上、天正10年（1582年）正五位下・左兵衛権佐に叙任される。
しかし、同年6月に発生した本能寺の変から清洲会議を経て山城国・河内国・丹波国を支配下に置いた羽柴秀吉が、9月には牛への役銭賦課を禁じる。このあおりを受けて、諸光は牛役銭徴集を咎められて幽閉されたのち、同年10月5日に秀吉の命令で自害させられた。享年39。諸光の横死と共に薄家は断絶した。
薄家は紅粉屋公事・牛公事・長坂口黒木公事・青花公事などの権益を保持する公家であったことから、秀吉によって処罰されたとも考えられる。

## 人物
篳篥の名手としても有名であった。

## 官歴
注記のないものは『歴名土代』による。
- 弘治3年（1557年） 4月11日：従五位下
- 弘治4年（1558年） 2月20日：元服、昇殿、美乃守。6月：左兵衛佐
- 永禄4年（1561年） 12月5日：従五位上
- 永禄6年（1563年） 4月18日：逆退、六位蔵人、左近衛将監、禁色、拝賀（止位記補六位蔵人例）。7月14日：式部大丞
- 天正6年（1578年） 11月17日：諸光に改名[4]
- 天正8年（1580年） 11月1日：従五位下、左衛門権佐
- 天正9年（1581年） 2月27日：従五位上
- 天正10年（1582年） 正月6日：正五位下[4]。日付不詳：左兵衛権佐[4]。日付不詳：勅勘[4]。日付不詳：出頭[4]。10月5日：卒去[5]

## 系譜
- 父：山科言継（1507-1579）
- 母：葉室頼継の娘
- 養父：薄以緒
- 妻：薄以緒の娘（東向）（?-1585） - 諸光と共に自害[6]
- 生母不明の子女
  - 男子：深井定基[7]